# Sayuri Yoshinaga
Sayuri Yoshinaga (吉永 小百合?, Yoshinaga Sayuri; Shibuya, 13 marzo 1945) è un'attrice giapponese.
Sayuri Yoshinaga è considerata una delle interpreti più amate e premiate del cinema giapponese dalla seconda metà del XX secolo. Ha recitato in oltre 100 film e ha ricevuto numerosi premi, tra cui quattro Awards of the Japanese Academy come miglior attrice.

## Biografia
Nata a Tokyo nel 1945, debutta come attrice bambina nella televisione giapponese. Ottiene grande popolarità già negli anni '60 recitando in numerosi melodrammi e film giovanili prodotti dalla Nikkatsu.
Nel corso della sua carriera ha lavorato con alcuni dei più importanti registi giapponesi, tra cui Keisuke Kinoshita, Yōji Yamada e Kon Ichikawa. Oltre al successo cinematografico, è nota per il suo attivismo contro il nucleare e per il suo impegno sociale.

## Filmografia
- Mutekiga Ore o Yondeiru (無敵が俺を呼んでいる), regia di Toshio Masuda (1960)
- Subete ga kurutteru (すべてが狂ってる), regia di Seijun Suzuki (1960)
- Aitsu to watashi (あいつと私), regia di Kô Nakahira (1961)
- Kyûpora no aru machi (キューポラのある街), regia di Kirirō Urayama (1962)
- Akai tsubomi to shiroi hana (赤い蕾と白い花), regia di Katsumi Nishikawa (1962)
- Wakai hito (若い人), regia di Katsumi Nishikawa (1962)
- Aoi sanmyaku (青い山脈), regia di Katsumi Nishikawa (1963)
- Izu no Odoriko (伊豆の踊子), regia di Katsumi Nishikawa (1963)
- Dorodarake no junjō (泥だらけの純情), regia di Kō Nakahira (1963)
- Ame no naka ni kiete (雨の中に消えて), regia di Katsumi Nishikawa (1963)
- Wakai Tōkyō no yane no shita (若い東京の屋根の下), regia di Buichi Saitō (1963)
- Hikaru umi (光る海), regia di Kō Nakahira (1963)
- Ore no senaka ni hi ga ataru (俺の背中に陽が当たる), regia di Kō Nakahira (1963)
- Kon'nichiwa akachan (こんにちは赤ちゃん), regia di Motomu Ida (1964)
- Kikyō (帰郷), regia di Katsumi Nishikawa (1964)
- Ai to shi o mitsumete (愛と死をみつめて), regia di Buichi Saitō (1964)
- Wakakusa monogatari (若草物語), regia di Kenjirō Morinaga (1964)
- Ashita wa sakō hana sakō (明日は咲こう花咲こう), regia di Mitsuo Ezaki (1965)
- Yottsu no koi no monogatari (四つの恋の物語), regia di Katsumi Nishikawa (1965)
- Watashi, chigatteiru kashira (私、違っているかしら), regia di Akinori Matsuo (1965)
- Ai to shi no kiroku (愛と死の記録), regia di Koreyoshi Kurahara (1966)
- Koi no highway (恋のハイウエイ), regia di Buichi Saitō (1966)
- Kimi ga seishun no toki (君が青春のとき), regia di Buichi Saitō (1967)
- Shayō no omokage (斜陽のおもかげ), regia di Kōsei Saitō (1967)
- Kimi wa koibito (君は恋人), regia di Buichi Saitō (1967)
- Ā himeyuri no tō (あゝひめゆりの塔), regia di Toshio Masuda (1968)
- Hana no koibitotachi (花の恋人たち), regia di Buichi Saitō (1968)
- Hana hiraku musume tachi (花ひらく娘たち), regia di Buichi Saitō (1969)
- Arashi no yūshatachi (嵐の勇者たち), regia di Toshio Masuda (1969)
- Kaze no bojo (風の慕情), regia di Noboru Nakamura (1970)
- Bakumatsu (幕末), regia di Daisuke Itō (1970)
- Sensō to ningen II: Ai to kanashimino sanga (戦争と人間 第二部 愛と悲しみの山河), regia di Satsuo Yamamoto (1971)
- Otoko wa tsurai yo: Shibamata bojō (男はつらいよ 柴又慕情), regia di Yōji Yamada (1972)
- La battaglia della Manciuria (戦争と人間 第三部 完結篇, Sensō to ningen III: Kanketsuhen), regia di Satsuo Yamamoto (1973)
- Otoko wa tsurai yo: Torajirō koiyatsure (男はつらいよ 寅次郎恋やつれ), regia di Yōji Yamada (1974)
- Seishun no mon (青春の門), regia di Kirio Urayama (1975)
- Kōtei no inai hachigatsu (皇帝のいない八月), regia di Satsuo Yamamoto (1978)
- Tatsu no ko Tarō (龍の子太郎), regia di Kirio Urayama (1979) - voce
- Shōdō satsujin: Musuko yo (衝動殺人 息子よ), regia di Keisuke Kinoshita (1979)
- Dōran (動乱), regia di Shirō Moritani (1980)
- Kaikyō (海峡), regia di Shirō Moritani (1982)
- Neve sottile (細雪, Sasame-yuki), regia di Kon Ichikawa (1983)
- Tengoku no eki (天国の駅), regia di Masanobu Deme (1984)
- Ohan (おはん), regia di Kon Ichikawa (1984)
- Yumechiyo nikki  (夢千代日記), regia di Kirio Urayama (1985)
- Genkai tsurezure-bushi  (玄海つれづれ節), regia di Masanobu Deme (1986)
- Eiga joyū  (映画女優), regia di Kon Ichikawa (1987)
- Tsuru  (つる 鶴), regia di Kon Ichikawa (1988)
- Hana no ran  (華の乱), regia di Kinji Fukasaku (1988)
- Gekashitsu (外科室), regia di Tamasaburō Bandō (1992)
- Tengoku no taizai (天国の大罪), regia di Toshio Masuda (1992)
- La donna dei sogni (夢の女, Yume no onna), regia di Tamasaburō Bandō (1993)
- Onna-zakari (女ざかり), regia di Nobuhiko Ōbayashi (1994)
- Kiri no shigosen (霧の子午線), regia di Masanobu Deme (1996)
- Diary of Early Winter Shower (時雨の記, Shigure no ki)), regia di Shin'ichirō Sawai (1998)
- Nagasaki burabura bushi (長崎ぶらぶら節), regia di Yukio Fukamachi (2000)
- Sennen no koi: Hikaru Genji monogatari (千年の恋 ひかる源氏物語), regia di Tonkō Horikawa (2001)
- Kita no zeronen (北の零年), regia di Isao Yukisada (2005)
- Kabei: Our Mother (母べえ, Kābē), regia di Yōji Yamada (2008)
- Maboroshi no yamataikoku (まぼろしの邪馬台国), regia di Yukihiko Tsutsumi (2008)
- Otōto - Suo fratello (おとうと, Otōto), regia di Yōji Yamada (2010)
- Kita no kanaria-tachi (北のカナリアたち), regia di Junji Sakamoto (2012)
- Fushigi na misaki no monogatari (ふしぎな岬の物語), regia di Izuru Narushima (2014)
- Haha to kuraseba (母と暮せば), regia di Yōji Yamada (2015)
- Kita no sakuramori (北の桜守), regia di Yōjirō Takita (2018)
- Saikō no jinsei no mitsuke kata (最高の人生の見つけ方), regia di Isshin Inudō (2019)
- Inochi no teishajō (いのちの停車場), regia di Izuru Narushima (2021)
- Kon'nichiwa, kaa-san (こんにちは、母さん), regia di Yoji Yamada (2023)

## Televisione
- Maboroshi tantei – serie TV (1959-60)
- Momi no ki wa nokotta – serie TV (1970)
- Kaze to kumo to niji to – serie TV (1976)
- Ayu no uta – serie TV (1979–80)
- Shin yumechiyo nikki (1984)

## Riconoscimenti
- Awards of the Japanese Academy
  - Miglior attrice protagonista 1985 per Tengoku no eki e Ohan
  - Miglior attrice protagonista 1989 per Tsuru e Hana no ran
  - Miglior attrice protagonista 2000 per Nagasaki burabura bushi
  - Miglior attrice protagonista 2006 per Kita no zeronen
- Blue Ribbon Award
  - Miglior attrice protagonista 1963 per Kyûpora no aru machi
  - Miglior attrice protagonista 2000 per Nagasaki burabura bushi
- Mainichi Film Concours
  - Miglior attrice protagonista 1985 per Tengoku no eki e Ohan
  - Miglior attrice protagonista 1995 per Onna-zakari
- Kinema Junpo Award
  - Miglior attrice protagonista 1985 per Tengoku no eki e Ohan
- Medaglia d'onore (Giappone) con nastro viola (1999)